# Найкраща людина
«Найкраща людина» («Ամենալավ մարդը») — радянський телефільм з трьох новел 1979 року, знятий режисерами Ванцетті Данієляном, Яковом Іскударяном і Рубеном Геворкянцем на кіностудії «Вірменфільм».

## Сюжет

### «Світ у дзеркальці»
За мотивами оповідання Г. Кешишяна. Про один день таксиста, який готовий розділити турботи своїх пасажирів.

### «Візит»
За мотивами оповідання Г.Кешишяна. Молодята приїжджають до далекого села відвідати старих батьків.

### «Шлях повернення»
За мотивами оповідання М. Слуцкіса. Він і вона, що охолонули один до одного, по дорозі в місто знаходять вимушений притулок у незнайомого старого. Ця ніч повертає їх до колишніх почуттів.

## У ролях
- Генріх Алавердян — Вазген
- Гоаріна Хачікян — пасажирка
- А. Постаджян — пасажир
- Мігран Кечоглян — чоловік
- Арусь Папян — дружина
- Роберт Макарян — Віген
- Карен Джанібекян — старий
- Каріне Арменянц — Каріне
- Фрунзик Мкртчян — артист Мкртчян
- Метаксія Симонян — дружина Вазгена
- Олексій Консовський — роль другого плану
- Олександр Оганесян — пасажир
- Арусяк Акопян — онука
- Вагінак Мілітосян — роль другого плану
- Гагік Вартанян — роль другого плану
- Азат Шеренц — епізод
- Олена Оганесян — епізод

## Знімальна група
- Режисери — Ванцетті Данієлян, Яків Іскударян, Рубен Геворкянц
- Сценаристи — Ванцетті Данієлян, Каріне Кафієва, Андрій Вердян, Вадим Меліксетян
- Оператори — Армен Міракян, Георгій Айрапетов, Юрій Бабаханян
- Композитори — Давид Азарян, Грач'я Мелікян, Арам Сатунц
- Художники — Михайло Антонян, Лідія Геворкян, Олександр Шакарян